# Spiritwood n.º 496
Spiritwood n.º 496 es un municipio rural canadiense situado en la provincia de Saskatchewan.

## Superficie
Spiritwood n.º 496 tiene una superficie de 2371,04 km².

## Demografía
En 2021, tenía 1245 habitantes, una densidad poblacional de 0,5 hab./km², y 810 viviendas.